# バンドール
バンドール(仏: Bandol)は、フランスのプロヴァンス＝アルプ＝コート・ダジュール地域圏ヴァール県にあるコミューン（基礎自治体）である。

## 姉妹都市
バンドールは以下の基礎自治体と姉妹都市関係を結んでいる。
- ネットゥーノ（イタリア）
- オネ（スイス）
- ヴェーア（ドイツ語版）（ドイツ バーデン＝ヴュルテンベルク州）